# Jean-Nicolas Muller
Pour les articles homonymes, voir Muller.
Jean-Nicolas Muller (15 juin 1920 à Metz - 1er février 1973 à Strasbourg) est un professeur en chirurgie français. Dirigeant de football, il fut président du Racing Club de Strasbourg de 1962 à 1972.

## Biographie
Jean-Nicolas Muller naît à Metz en Moselle, en 1920. Il fait des études de médecine, qui lui permettent de devenir chirurgien. 
Vivement intéressée par le sport, et le football, il devient président du Racing Club de Strasbourg omnisports en 1959. Après une interruption de 1960à 1962, Muller conservera cette fonction jusqu'en 1972. Il succédait alors à Charles Belling. D'avril 1960 à juin 1962, il est également président du club de football du Racing Club de Strasbourg. 
Jean-Nicolas Muller meurt à Strasbourg, le 1er février 1973.

## Sources
- Fiche sur racingstub.com